# Eswatinis flag
Eswatinis flag blev taget i brug 6. oktober 1968.
Det røde symboliserer udkæmpede slag, det blå fred og stabilitet, mens det gule repræsenterer resurserne i Eswatini. Flagets hovedmotiv er et skjold og to spyd, som symboliserer beskyttelse mod landets fjender. Farven skal vise at hvide og sorte mennesker lever fredeligt sammen i Eswatini.
| Flag | Spire Denne artikel om flag eller vexillologi er en spire som bør udbygges. Du er velkommen til at hjælpe Wikipedia ved at udvide den. |